# Schäferiängarna

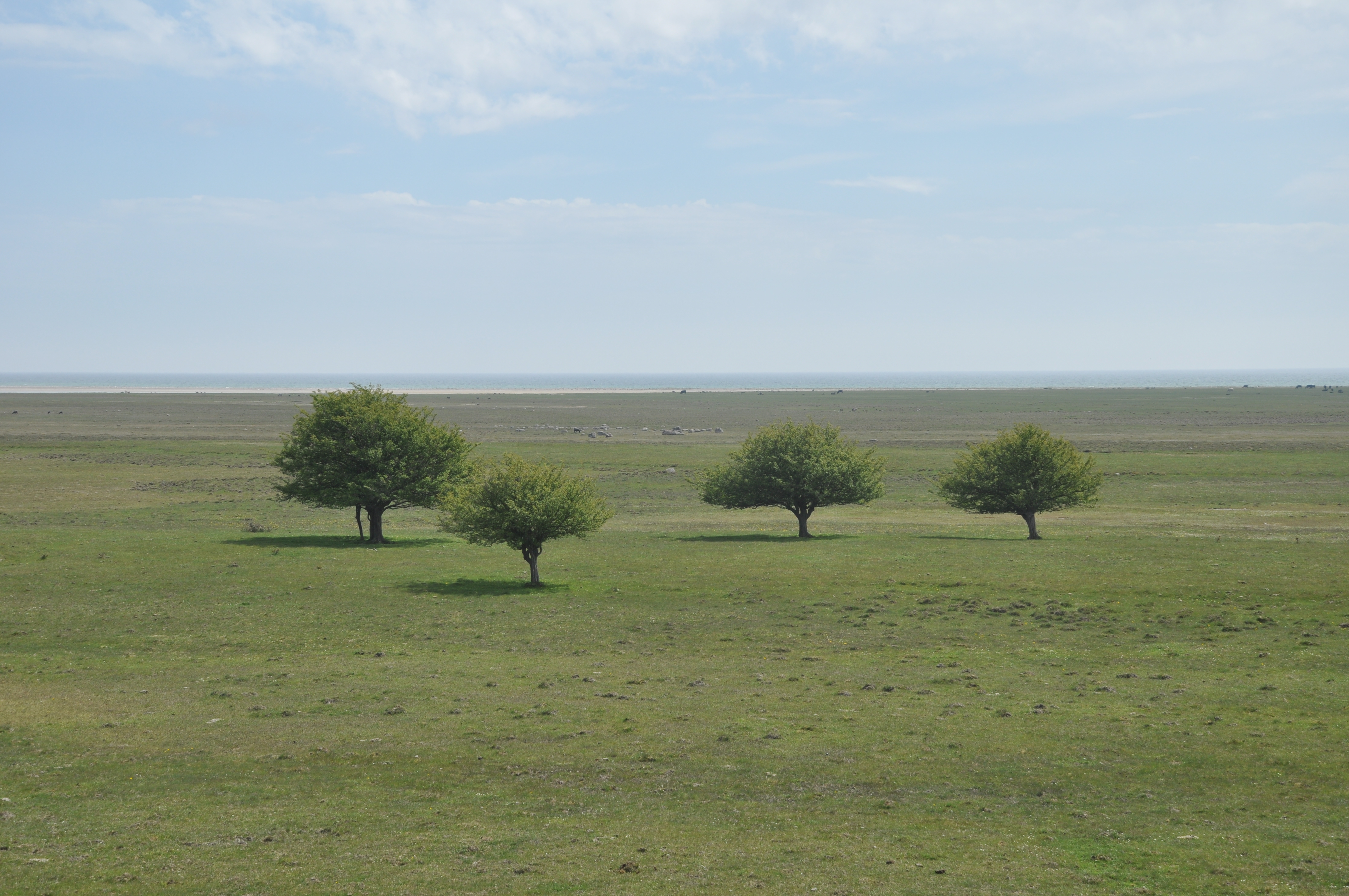
Träd på Schäferiängarna, maj 2021.

Schäferiängarna är ett 300 hektar stort slättområde på sydöstra Öland och del av Ottenby naturreservat. Området utgörs av vidsträckta betesmarker med enstaka träd och är en av de största slåtterängarna i Nordeuropa. Ängarna kan även kategoriseras som en tempererad savann.

## Namn och karaktär
Ängarna har sitt namn efter ett äldre ord – schäferi – som stammar från tyskans ord för område med får. Här finns numera både betande kor och får.
Under våren och sommaren är området plats för en stor mängd häckande fåglar. Fram till 1 september råder förbud mot att beträda Schäferiängarna, men ängarna kan beskådas via två fågeltorn. Ett antal arter av gäss, änder och vadare har ängarna som viktig rastplats under höstens flyttsträck.
I den norra delen av Schäferiängarna har man numera återupptagit bruket med slåtter. Där förekommer växter som späd ögontröst och slåtterblomma, vilka båda två är bundna till mark som hävdas via slåtter.
På delar av Schäferiängarna finns strandvallar, och ute i vattnet har stora sandrev bildats på senare år. I väster gränsar ängarna till Ottenby lund, en av de största skogarna på södra Öland.

## Historik
Vinterfodret på Ottenby (det som senare blev Ottenby kungsgård) bärgades länge på ett vidsträckt ängsgärde med benämningen Skogsgärdet. Detta omfattade dagens Schäferiängarna, den södra delen av Ottenby lund och en del av den nutida Västra mark. Första gången namnet Schäferiängarna syntes i skrift var av Carl von Linné, i rapporteringen efter hans öländska resa 1741.
På Schäferiängarna finns Rosenkinds källa, vilken var en viktig sötvattensresurs till medeltidens Kyrkhamn. Tidigare markerades källan av ett stort hagtornsträd, vilket även fungerade som orienteringspunkt för sjöfarare. Både trädet och källan omnämns i en text från 1667, författad av kyrkoherden i Ås. När Linné 1741 besökte platsen verkar han inte ha funnit trädet. Källan har dock även numera betydelse för vattenförsörjningen vid Ölands södra udde.
Det traditionella ängsbruket fortsatte fram till början på 1940-talet, varefter arealerna för slåtter började minska. Vid 1960-talets början hade slåttern helt upphört, och därefter används ängarna endast för bete åt boskapen.